# Бад-бад
Бад-бад (на топографической карте Генштаба подписан Каттасай; узб. Bodbodsoy, Бодбодсой) — небольшая река (сай) в Булунгурском районе Самаркандской области Республики Узбекистан.

## Описание
Бад-бад — крупнейшая река хребта Гобдунтау. Длина сая составляет 9 км. Сай питается водами осадков и родников. Расход воды в летние и осенние месяцы составляет 60—80 л/с, в зимние и весенние — 400—500 л/с.
Бад-бад берёт начало в горах на высоте около 1260 м. Течёт в общем южном направлении, на горном участке — с заметным уклоном к западу, в низовьях — практически строго на юг. Береговые склоны сильно каменисты. Оканчивается в урочище Лайка Булунгурской степи (севернее кишлака Батбат), доходя до берега канала Абалинг. По данным 1931 года, река протекала через кишлак Батбат и, будучи многоводной, обеспечивала его орошение.
По берегам сая расположено несколько овцетоварных ферм, построено небольшое водохранилище.